# Skelleftehamn
Skelleftehamn – miejscowość (tätort) w Szwecji, w regionie administracyjnym (län) Västerbotten, w gminie Skellefteå.
Według danych Szwedzkiego Urzędu Statystycznego liczba ludności wyniosła: 3069 (31 grudnia 2015), 3258 (31 grudnia 2018) i 3270 (31 grudnia 2019).